# 什里夫 (密蘇里州)
什里夫（英語：Shreve）是位於美國密蘇里州斯托達德縣的非建制地區。

## 地理
什里夫所處的海拔為高於海平面99米（即325英呎），而該地所採用的時區為UTC-6，即北美中部時區（CST）。同時該地設有夏令時間，為UTC-6調快一小時，即UTC-5（CDT）。